# هیوبرت پالوبر
هیوبرت پالوبر (ایتالیایی: Hubert Pallhuber؛ زادهٔ ۱۷ سپتامبر ۱۹۶۵) دوچرخه‌سوار اهل ایتالیا است.